# Monika Sieverding

Monika Sieverding

Monika Sieverding (* 15. Oktober 1957 in Oberhausen) ist eine deutsche Psychologin. Sie ist Professorin für Gesundheitspsychologie und Psychologische Genderforschung an der Ruprecht-Karls-Universität Heidelberg.

## Leben
Sieverding wuchs in Duisburg auf und studierte nach dem Abitur am Hildegardis-Gymnasium Psychologie an der Philipps-Universität Marburg, wo sie 1982 ihr Diplom ablegte. Von 1983 bis 1985 war sie als Wissenschaftliche Begleitforscherin im sozialpsychiatrischen Modellprojekt „Die Brücke“ der Medizinischen Hochschule Lübeck tätig. Ab 1986 bis 1999 arbeitete sie zunächst als Wissenschaftliche Mitarbeiterin, dann als Hochschulassistentin (C1) am Institut für Medizinische Psychologie der Freien Universität Berlin. 1990 schloss sie ihre Promotion zum Dr. phil. ab (Titel: Psychologische Barrieren in der beruflichen Entwicklung von Frauen: Das Beispiel der Medizinerinnen). 1999 habilitierte sie im Fach Psychologie am Fachbereich Erziehungswissenschaft und Psychologie der Freien Universität Berlin mit der Habilitationsschrift: „Gefährdet ein zu instrumentelles Selbstkonzept die Gesundheit? Ein psychologischer Ansatz zur Erklärung der Geschlechtsunterschiede in Stressreaktivität und Gesundheitsverhalten“. Von 1999 bis 2005 war sie Gastprofessorin für Psychologische Genderforschung am Institut für Psychologie der Freien Universität Berlin. 2005 folgte sie dem Ruf ans Psychologische Institut der Ruprecht-Karls-Universität Heidelberg und leitete dort bis 2023 den Arbeitsbereich Gesundheitspsychologie und Psychologische Genderforschung. Von April 2011 bis März 2013 war Sieverding als Geschäftsführende Direktorin des Instituts tätig, von Oktober 2021 bis September 2023 war sie Prodekanin der Fakultät. 2017/2018 war sie Fellow des Marsilius-Kollegs der Heidelberger Universität mit dem Arbeitsvorhaben „Jenseits der Universitätsmedizin: Komplementäre Methoden in der (Selbst-) Behandlung von chronischen Krankheiten“. Seit Oktober 2023 ist Sieverding im Ruhestand.
Sieverding hat eine Tochter (* 1993). 

## Forschung
Sieverding erforscht den Einfluss sozialpsychologischer Variablen (vor allem Einstellungen und Normen) auf gesundheitsrelevantes Verhalten wie Stressregulierung, körperliche Aktivität (u. a. von Personen mit Krebs), Schlaf und präventives Verhalten. Ein weiterer Forschungsschwerpunkt befasst sich mit den Beziehungen zwischen gesellschaftlichen Konstruktionen von Geschlecht (Geschlechterrollen, Geschlechterstereotypen) und dem Geschlechtsrollen-Selbstkonzept einerseits und gesundheits-, berufs- und familienbezogenen Einstellungen und Verhaltensweisen andererseits. Mit ihrer Arbeitsgruppe erforschte sie auch die Ursachen für die hohe Belastung von Studierenden durch die neuen Bachelor- und Masterstudiengänge. 2008 erhielt sie den Felix Burda Award in der Kategorie Medizin und Wissenschaft für ihre Forschung zu „Psychologischen Determinanten der (Nicht)inanspruchnahme von Krebsfrüherkennungsuntersuchungen bei Männern“.

## Mitgliedschaften
Sieverding ist Mitglied der Deutschen Gesellschaft für Psychologie, des Wissenschaftlichen Beirats „Netzwerk gegen Darmkrebs“, des Editorial Boards des „Social Psychology“ sowie des Editorial Boards des „European Journal of Health Psychology“.

## Wissenschaftliche Publikationen
- Google Scholar
- Research Gate
- “PsychAuthors”-Profil (incl. Publikationsliste)
- Literatur von und über Monika Sieverding im Katalog der Deutschen Nationalbibliothek

## Videos
- 2009: Gender and Psychological Barriers to Colorectal Cancer Screening (Transatlantic Symposium der Felix Burda Foundation, New York) auf YouTube
- 2021: Hart aber Fair: Lockdown und kein Ende auf YouTube
- 2021: Marsilius kontrovers: Geimpft – zurück zur Normalität? Perspektiven zur Bewältigung der Corona-Krise (Darin: Die psychologische Perspektive) auf YouTube